# Aalst
Aalst (francosko Alost) je mesto v belgijski regiji Flandriji (provinca Vzhodna Flandrija). Leta 2011 je štelo 81.062 prebivalcev.

## Geografija
Aalst leži v Flandriji ob reki Dender, 29 km severozahodno od Bruslja. V mestu sta prisotni tekstilna in strojna industrija. 

## Zanimivosti
- Glavni trg (Grote Markt) z mestno hišo iz 13. stoletja,
- Schepenhuis, nekdanja mestna hiša iz 12. stoletja, in zvonik (beffroi) iz 15. stoletja, s carillonom, sestavljenim iz 52 zvonov; v sklopu zvonikov Belgije in Francije od leta 1999 na Unescovem seznamu svetovne kulturne dediščine,
- kolegialna gotska cerkev svetega Martina iz leta 1480, z Rubensovo sliko "Sv. Roka, proseč Kristusa, da se preneha kuga v mestu",
- Amsterdamska borza (Amsterdam Boerse) iz 17. stoletja,
- kip Dirka Martensa, prvega flamskega tiskarja in založnika,
- vsakoletni mestni karneval v februarju, na katerem se izbere Princa karnevala; slednjemu je dovoljeno vladati mestu za tri dni. Velika parada vodi skozi mesto v nedeljo, s približno 70. skupinami pustnih maškar in paradnih avtomobilov. Karnevalski torek, dan pred pepelnično sredo, je znan kot dan 'Voil Jeannetten' (umazane Ivane), to je moškega oblečenega v žensko. Praznovanje se tradicionalno konča z zažigom lutke na večer pred pepelnično sredo. Od leta 2010 na Unescovem seznamu svetovne kulturne dediščine.

## Pobratena mesta
- Gabrovo (okraj Gabrovo, Bolgarija);